# Dennis Acres
Dennis Acres – wieś w Stanach Zjednoczonych, w stanie Missouri, w hrabstwie Newton.